# Harry Brightmore
Harry Brightmore, né le 1er juillet 1994 à Chester, est une rameur britannique, notamment au poste de barreur.

## Biographie
Brightmore commence à barrer en tant que junior et connait plusieurs succès, remportant des médailles à la Coupe de la jeunesse 2012. Il représente ensuite la Grande-Bretagne pendant trois ans au niveau U23 avant d'être sélectionné pour la première fois au niveau senior en deux barré aux championnats du monde d'aviron 2017, où lui et son équipage ont terminé quatrièmes.
En 2022, il barre le huit masculin qui devient champion du monde et champion d'Europe cette même année.
En 2023, il gagne de nouveau les championnats du monde. S'il devait barrer le huit masculin aux Championnats d’Europe 2023, il préférerait décliner pour être remplacé par Henry Fieldman.